# Leptogenys unistimulosa
Leptogenys unistimulosa är en myrart som beskrevs av Julius Roger 1863. Leptogenys unistimulosa ingår i släktet Leptogenys och familjen myror.

## Underarter
Arten delas in i följande underarter:
- L. u. bahiana
- L. u. trinidadensis
- L. u. unistimulosa

## Bildgalleri

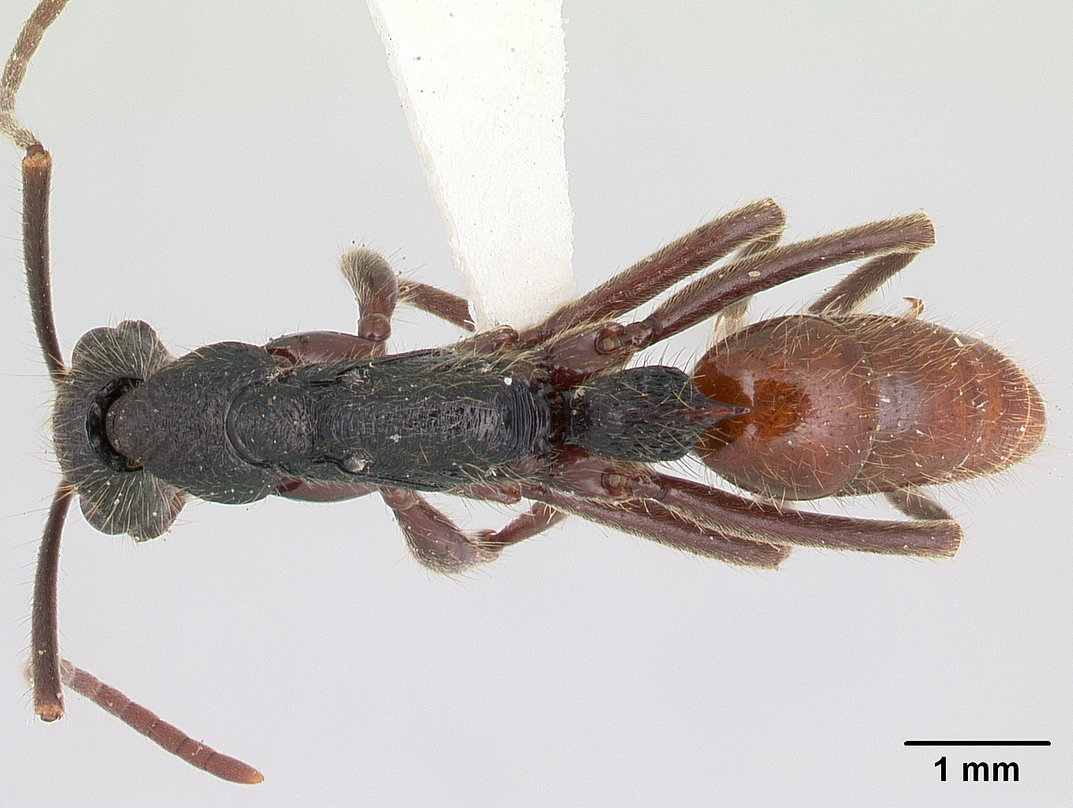
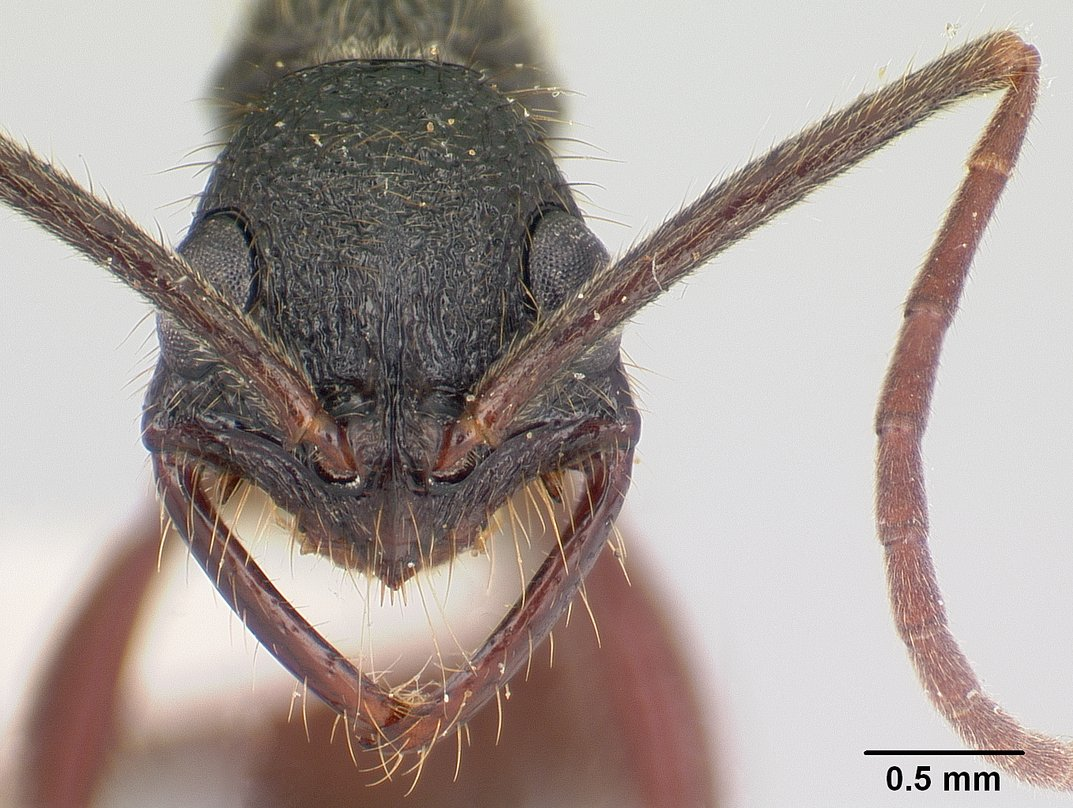
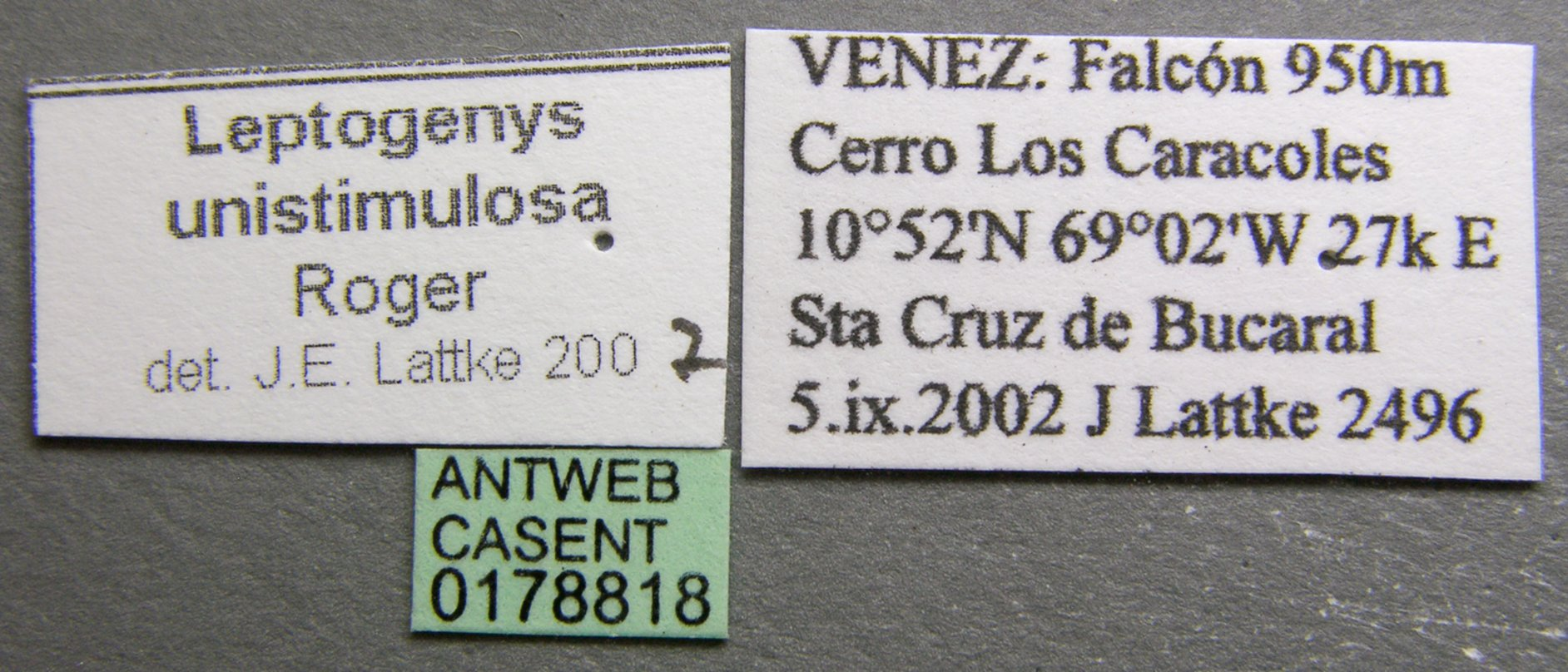
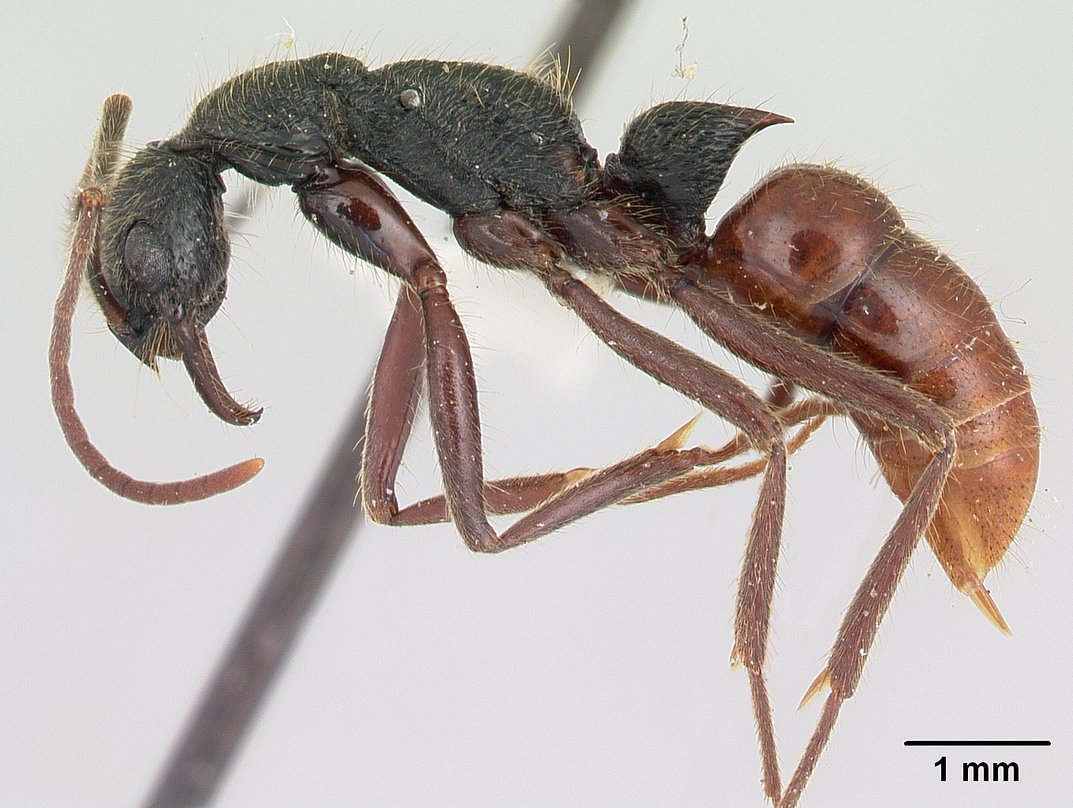